# Open Courseware
OpenCourseWare (OCW) sunt cursuri create la universități și publicate în mod gratuit pe Internet. OCW sunt proiecte care au apărut pentru prima dată la sfârșitul anilor 90, după ce a luat amploare în Europa iar apoi în Statele Unite ale Americii a devenit o metodă globală de livrare a conținutului educațional.

## Istorie
Mișcarea OCW a început în anul 1999 atunci când Universitatea din Tübingen (UTC) din Germania a publicat filmulețe ale cursurilor online pentru inițiativa timms (Tübingen Internet Multimedia Server). Lansarea oficială OCW a avut loc abia o dată cu lansarea MIT OpenCourseWare la Massachusetts Institute of Technology (MIT) și cu inițiativa învățării deschise Open Learning Initiative la Carnegie Mellon University în Octombrie, anul 2002. Mișcarea a fost curând susținută o dată cu lansarea de proiecte similare la Yale, Universitatea din Utah, Universitatea din Michigan și la Universitatea Berkeley din California.
Motivul celor de la MIT din spatele OCW a fost acela de „a îmbunătăți învățarea globală prin disponibilitatea unei rețele de cunoaștere”. De asemenea cei de la MIT au declarat că le vor permite studenților să devină mai bine pregătiți pentru orele de curs astfel încât aceștia să poată să fie mai implicați în timpul orei de curs. Începând de atunci, un număr de universități au creat OCW, unele din ele fiind înființate de fundația William and Flora Hewlett.

## Principii
Conform cu site-ul celor de la OCW Consortium un proiect OCW:
- este o publicație digitală de materiale educaționale de înaltă calitate, organizată în cursuri în mod gratuit și deschis.
- este disponibil pentru folosire și adaptare cu ajutorul unei licențe deschise, precum anumite licențe Creative Commons.
- nu acordă certificare sau acces în interes personal.[2]

## edX
10 ani după debutul OCW în Statele Unite ale Americii, în anul 2012 MIT și Harvard University au anunțat crearea de edX, o platformă de cursuri online (MOOC) pentru a oferi cursuri online la nivel de universitate într-o gamă largă de discipline unei audiențe din întreaga lume fără niciun cost. Această nouă inițiativă s-a bazat pe proiectul MIT′s ”MITx”, anunțat în 2011, și au extins conceptul de OCW oferind cursuri mai structurate studenților online, incluzând în unele cazuri posibilitatea de a obține credite academice sau certificate bazate pe examinări supravegheate.
O caracteristică majoră a platformei edX este posibilitatea studenților de a interacționa unii cu alții și cu profesorii pe forum-uri online. În unele cazuri, studenții vor ajuta la evaluarea muncii altor studenți, și chiar pot să susțină cursuri online. Ca o adăugare, edX este folosit ca o platformă experimentală de cercetare pentru a susține și a evalua o varietate de alte noi concepte în învățarea online.

## Probleme
O problemă ar fi crearea și întreținerea de informații complete OCW care necesită o muncă substanțială atât la început cât și pe durata OCW-ului. Traducerea în alte limbi și contexte culturale necesită și mai multă investire a cunoștințelor personale. Acesta este unul dintre motivele pentru care limba engleză este încă limba dominantă, și câteva opțiuni de cursuri deschise sunt disponibile în alte limbi. 

## America

### Columbia
- Universidad Icesi, OpenCourseWare de la Universidad Icesi[4]

### Brazilia
- Fundação Getúlio Vargas
- Universidade Estadual de Campinas

### Mexic
- Universidad de Monterrey, 2007
- Universidad Anáhuac México Norte, 2010

### Statele Unite ale Americii
Listarea este făcută în ordinea adoptării principiilor OCW.
- Massachusetts Institute of Technology (MIT), 2002
- Carnegie Mellon University
- University of California, Berkeley
- Stanford University
- Princeton University
- University of Pennsylvania
- University of Michigan
- Harvard University
- Yale University
- Caltech
- Johns Hopkins University
- University of California, Irvine

Următoarele nu sunt afiliate în mod direct cu o anumită universitate:
- Academic Earth - privat
- Khan Academy - non-profit
- CosmoLearning.org [5] - non-profit
- Students Circle Network
- Coursera
- Udacity
- edX - non-profit
- iversity

## Asia

### China
Guvernul chinez a instituit CORE (China Open Resources for Education)   pentru promovarea OpenCourseWare în universitățile din China. CORE este o organizație non-governmentală sprijinită de Hewlett Foundation, IEFTF (Internet Engineering Task Force) și alte fundații. Din CORE fac parte aproape 100 de universități, incluse fiind chiar si cele mai prestigioase universități din China, precum Tsinghua University, Peking University si Shanghai Jiaotong University.

### Malaezia
- University of Malaya (UM)

### Pakistan
- Virtual University of Pakistan

### India
Flexilearn este un portal de cursuri online foarte util. A fost inițiat de către Indira Gandhi National Open University.

### Japonia
În anul 2002, cercetători de la National Institute of Multimedia Education (NIME) si Tokyo Institute of Technology (Tokyo Tech) au studiat MIT OpenCourseWare, care le-a permis să dezvolte un plan OCW cu 50 de cursuri la Institutul tehnologic din Tokyo în septembrie.

### Iran
Maktabkhooneh este o platformă educațională care conține cursuri online. Există peste 200 de cursuri disponibile pe Maktabkhooneh în mod gratuit.

### Taiwan
- National Chiao Tung University

## Europa

### Germania
- Universitatea din Tübingen
- SlideWiki.org (dezvoltat la Universitatea din Leipzig)

### Franța
- France université numérique: portal MOOC pentru universitățile franceze dezvoltat în 2013.

### Olanda
- Delft University of Technology, 2007

### România
- Universitatea Politehnica din Bucuresti, 2012

### Turcia
- Middle East Technical University

### Marea Britanie
- OpenLearn, portal gratuit de învățare dezvoltat de The Open University, UK.